# فنجانه

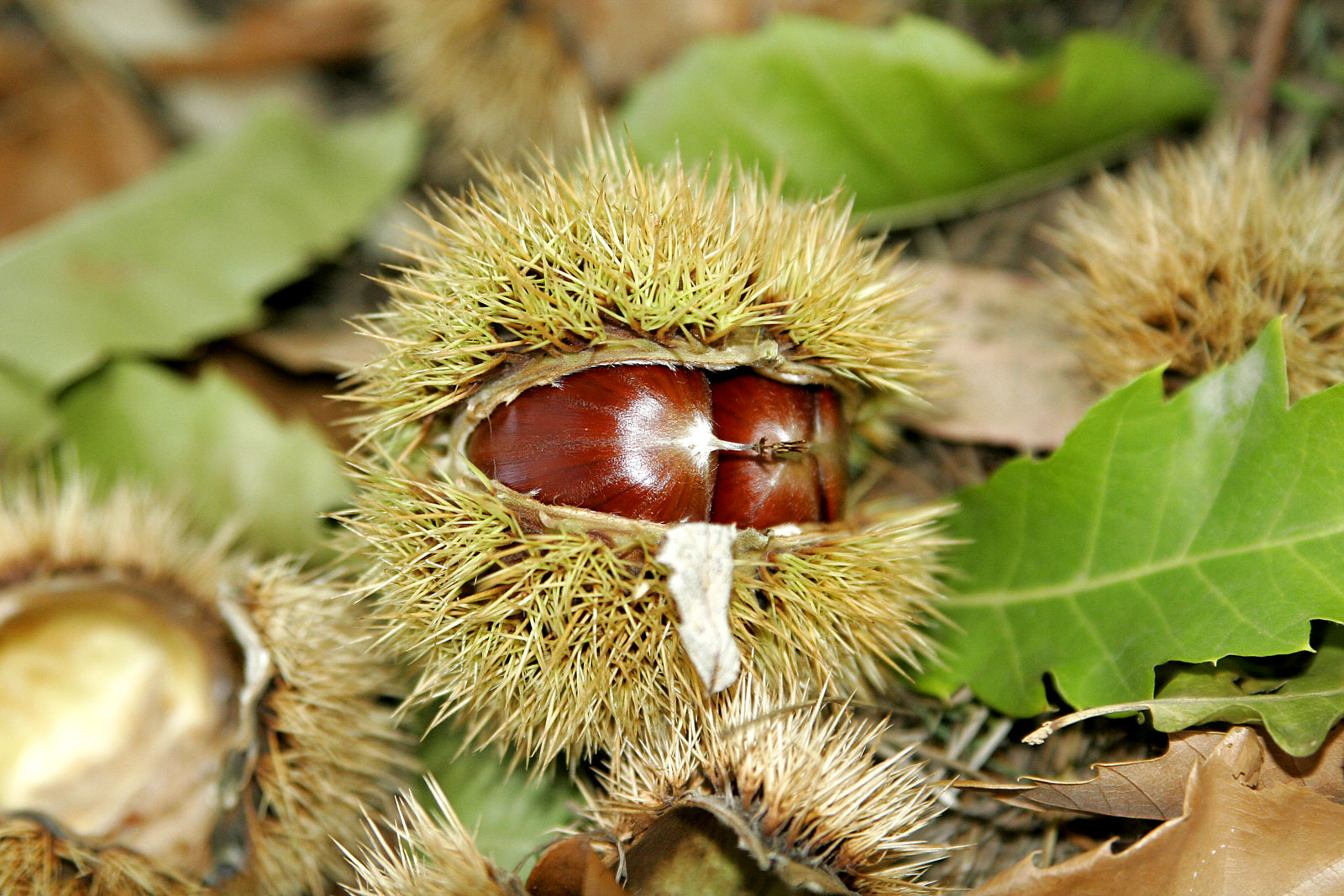
یک فنجانه شاه‌بلوط شیرین که باز شده و درون‌میوه‌ها (کالیبیا) مشخص شده‌اند.

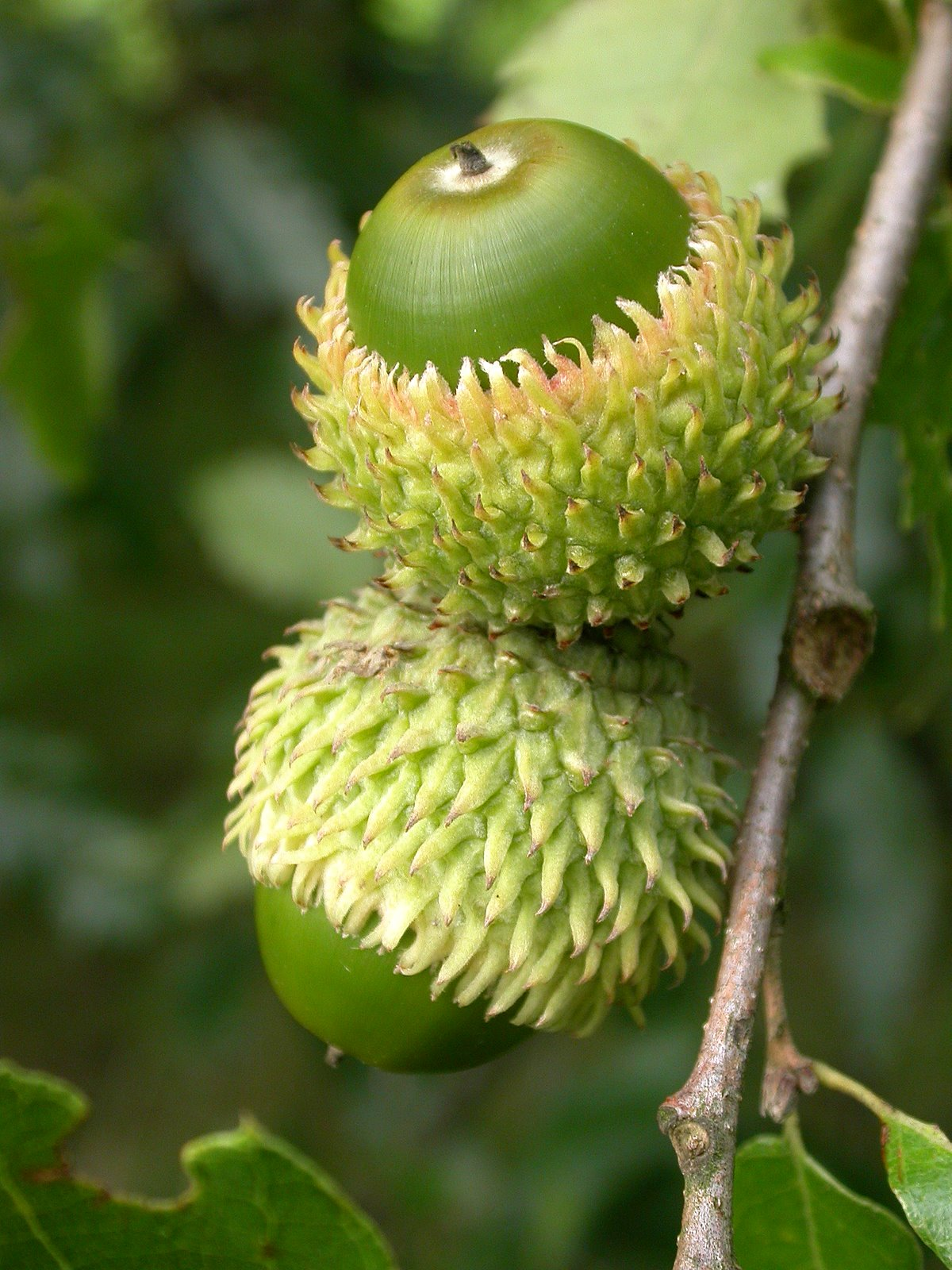
یک فنجانه بلوط لبنانی.

در درختان تیره راشیان میوه درخت در ساختار فنجان‌مانندی قرار دارد که فِنجانه (انگلیسی: cupule) نامیده می‌شود. به میوه‌ای که در درون فنجانه جای گرفته درون‌میوه (Calybium) می‌گویند.
فنجانه و درون‌میوه باهم میوه کاذب در گیاهان گلدار تیره راشیان را تشکیل می‌دهد. این دو بخش از اجزای مختلفی در گل به وجود می‌آیند.
فنجانه میوه را نگه می‌دارد و در طول رشد و رسیدن، از آن محافظت می‌کند. در برخی گونه‌ها مانند بلوط، فنجانه تنها یک میوه را در خود جای می‌دهد و در گونه‌های دیگری چون شاه‌بلوط و راش، کوپول با دو یا چند دانه پر شده‌است و هنگام رسیدن میوه‌ها، به صورت چهارپَر شکفته‌شده و میوه‌ها را رها می‌کند. فنجانه از بخش رویشی گل به‌وجود می‌آید. روی فنجانه پولک‌های زیادی وجود دارد. در برخی گونه‌ها این پولک‌ها به خارهای تیزی تبدیل شده‌اند که از میوه در مقابل سنجاب‌ها و دیگر جوندگان محافظت می‌کند.
درون‌میوه خود میوه است که از بخش تخمدان گل به وجود می‌آید و در داخل کوپول قرار دارد. در اصل درون‌میوه میوه‌ای فندقی است؛ دیواره تخمدان با گیاهک محصورشده در داخل آن خشک می‌شود و تا زمان جوانه زدن بسته می‌ماند.